# Beida (Líbia)

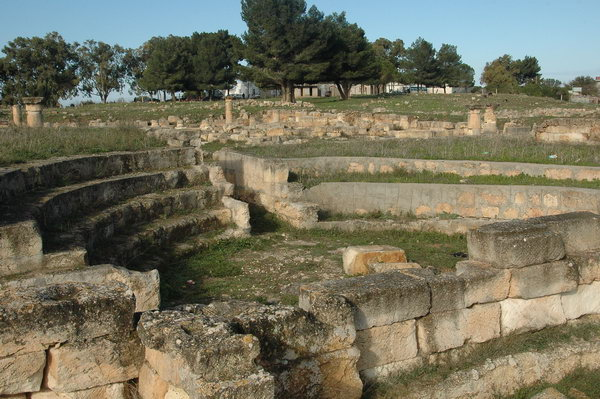
Ruínas do teatro grego em Balagras

Beida (em árabe: البيضاء, lit. 'Al Bayḍ(h)ā(h)'), também chamada de Beda e Baida e conhecida como Beda Litória durante a ocupação italiana, é a quarta maior cidade da Líbia.
A história de Beida se prolonga até a Grécia Antiga, quando ela era chamada de Balagras (em latim: Balagrae), uma das maiores cidades da Pentápole líbia. É a segunda maior cidade no leste da Líbia, com uma população de 250 000 habitantes. A cidade teve um dos melhores planos de urbanização e de enquadramento no meio ambiente do país, tornando-a potencialmente turística. Foi sede da Jihad Líbia contra os italianos, e lá esteve a sede do quartel-general de Omar Almoctar. A fundação de Beida como uma cidade ocorreu em 1954. Foi também a capital administrativa do país, no reinado do rei Idris I.
Nela foi realizada, em 24/02/2011, a reunião que resultou na criação do NTC, Conselho Nacional de Transição, que liderou a revolução que depôs o ditador Gadafi e administrou as cidades que já haviam sido liberadas, a maioria delas situadas no litoral leste.